# شبنم مقدمي
شبنم مقدمي (بالفارسية: شبنم مقدمى) (1973) ممثلة ومقدمة إذاعة إيرانية.

## فيلموغرافيا
- 2012 - مختبر
- 2012 - تقبيل الوجه مثل القمر
- 2009 - أشباز باشي (مسلسل تلفزيوني)
- 2008 - فرزاند خاك
- 2008 - شيرين
- 2008 - هناك دائما امرأة بينهما
- 2007 - ثواب الصمت
- 2006 - زيرتاي (مسلسل تلفزيوني)
- 2014 - مدينة (مسلسل تلفزيوني)
- 2016 - نفس [1]

## روابط خارجية
- شبنم مقدمي على موقع IMDb (الإنجليزية)
- شبنم مقدمي على موقع قاعدة بيانات الفيلم (الإنجليزية)

- الموقع الرسمي
- شبنم مقدمي في قاعدة بيانات الأفلام على الإنترنت